# Messenger of the Gods: The Singles
Messenger of the Gods: The Singles – to album kompilacjyjny Freddiego Mercury'ego. Został wydany trzy dni przed 70. rocznicą jego urodzin, czyli 2 września 2016 roku.
Pierwszym wydanym singlem jest piosenka The Beach Boys „I Can Hear Music” oraz ostatni singiel (w porządku chronologicznym) to remix No More Brothers „Living on My Own”.
Album dotarł na 31 miejsce UK Albums Chart. W Polsce na 16 miejsce Związku Producentów Audio-Video.

## Lista utworów

### Dysk pierwszy: Single
| Nr                 | Tytuł                                       | Autor Tekstu                                  | Długość |
| ------------------ | ------------------------------------------- | --------------------------------------------- | ------- |
| 1.                 | "Living on My Own"                          | Freddie Mercury                               | 3:05    |
| 2.                 | "The Great Pretender"                       | Buck Ram                                      | 3:25    |
| 3.                 | "In My Defence"                             | - Dave Clark - Jeff Daniels - David Soames    | 3:54    |
| 4.                 | "Love Kills"                                | - Mercury - Giorgio Moroder                   | 4:28    |
| 5.                 | "Barcelona"                                 | - Mercury - Mike Moran                        | 4:25    |
| 6.                 | "Made in Heaven"                            | - Mercury                                     | 4:08    |
| 7.                 | "Time"                                      | - John Christie - Clark                       | 4:01    |
| 8.                 | "Love Me Like There's No Tomorrow"          | - Mercury                                     | 3:46    |
| 9.                 | "I Was Born to Love You"                    | - Mercury                                     | 3:39    |
| 10.                | "The Golden Boy"                            | - Mercury - Moran - Tim Rice                  | 5:14    |
| 11.                | "I Can Hear Music"                          | - Jeff Barry - Ellie Greenwich - Phil Spector | 3:24    |
| 12.                | "How Can I Go On"                           | - Mercury - Moran                             | 4:02    |
| 13.                | "Living on My Own" (Remix No More Brothers) | - Mercury                                     | 3:40    |
| Całkowita długość: | Całkowita długość:                          | Całkowita długość:                            | 51:11   |

### Dysk drugi: Strona B
| Nr                 | Tytuł                                       | Autor                        | Długość |
| ------------------ | ------------------------------------------- | ---------------------------- | ------- |
| 1.                 | "Goin' Back"                                | - Gerry Goffin - Carole King | 3:32    |
| 2.                 | "Let's Turn It On"                          | Mercury                      | 3:25    |
| 3.                 | "My Love Is Dangerous"                      | Mercury                      | 3:39    |
| 4.                 | "She Blows Hot and Cold"                    | Mercury                      | 3:39    |
| 5.                 | "Living on My Own"                          | Mercury                      | 3:37    |
| 6.                 | "Stop All the Fighting"                     | Mercury                      | 3:18    |
| 7.                 | "Time"                                      | - Christie - Clark           | 3:22    |
| 8.                 | "Exercises in Free Love" (Wokal Freddiego)  | - Mercury - Moran            | 3:59    |
| 9.                 | "Exercises in Free Love" (Wokal Montserrat) | - Mercury - Moran            | 4:04    |
| 10.                | "The Fallen Priest"                         | - Mercury - Moran - Rice     | 2:45    |
| 11.                | "Overture Piccante"                         | - Mercury - Moran            | 6:40    |
| 12.                | "Love Kills" (Mix Wolf Euro)                | - Mercury - Moroder          | 3:27    |
| Całkowita długość: | Całkowita długość:                          | Całkowita długość:           | 47:56   |

## Winylowa wersja pudełkowa 7"
Dysk 1 (Niebieski)
Strona A: "I Can Hear Music" (Larry Lurex)
Strona B: "Goin' Back" (Larry Lurex)
Dysk 2 (Pomarańczowy)
Strona A: "Love Kills"
Dysk 3 (Żółty)
Strona A: "I Was Born to Love You"
Strona B: "Stop All The Fighting"
Dysk 4 (Czerwony)
Strona A: "Made in Heaven"
Strona B: "She Blows Hot and Cold"
Dysk 5 (Biały)
Strona A: "Living on My Own"
Strona B: "My Love Is Dangerous"
Dysk 6 (Czerwony)
Strona A: "Love Me Like There's No Tomorrow"
Strona B: "Let's Turn It On"
Dysk 7 (Cyjan)
Strona A: "Time"
Strona B: "Time (Instrumental)"
Disc 8 (Pomarańczowy)
Strona A: "The Great Pretender"
Strona B: "Exercises in Free Love (Wokal Freddiego)"
Dysk 9 (Czysty)
Strona A: "Barcelona (Single Version)"
Strona B: "Exercises in Free Love (Wokal Montserrat)"
Dysk 10 (Złoty)
Strona A: "The Golden Boy"
Strona B: "The Fallen Priest"
Dysk 11 (Zielony)
Strona A: "How Can I Go On"
Strona B "Overture Piccante"
Dysk 12 (Neonowy Róż)
Strona A: "In My Defence"
Strona B: "Love Kills (Mix Wolf Euro)"
Dysk 13 (Żółty)
Strona A: "Living on My Own (Remix No More Brothers)"
Strona B: "Living on My Own (Julian Raymond Mix)"